# O Glorioso Retorno de Quem Nunca Esteve Aqui
O Glorioso Retorno de Quem Nunca Esteve Aqui é o primeiro álbum de estúdio do rapper brasileiro Emicida, lançado em 21 de agosto de 2013 pela gravadora independente Laboratório Fantasma. Todas as faixas foram produzidas por Felipe Vassão, mixadas por Maurício Cersósimo no estúdio Mixnova e masterizadas por Tony Dawsey no estúdio Masterdisk, em Nova York. Este é o primeiro álbum de estúdio do rapper, depois de ter lançado dois Mixtapes e dois EPs. 
O álbum, além do rap, traz influência da MPB em músicas como "Sol De Giz De Cera", que conta com a participação da cantora Tulipa Ruiz , "Alma Gêmea" e samba em músicas como "Trepadeira", "Hino Vira-Lata", "Samba Do Fim Do Mundo" e "Ubuntu Fristaili". 
O disco marcou presença nos primeiros lugares das principais listas de melhores discos de 2013, sendo inclusive escolhido o disco do ano pela revista Rolling Stone. No mesmo ano Emicida faturou ainda o prêmio de intérprete pela APCA (Associação Paulista de Críticos de Arte). O show de turnê do disco foi escolhido o melhor de 2013 em eleição do Guia da Folha de S. Paulo.

## Singles
- No dia 23 de maio, é lançado a música e videoclipe de Crisântemo. A música conta com letra pesada e autobiográfica, sobre a vida que seu pai levava até sua morte. Com arranjos tristonhos propostos por violão e violinos angustiados e com um toque de samba, a faixa esbanja maturidade do rapper, que ainda colocou sua mãe, Dona Jacira, para relatar como foi a chegada da notícia que abalou a casa do então menino Emicida. [7]

- No dia 30 de julho, Emicida lança o segundo single intitulado Hoje Cedo com a participação da roqueira Pitty. A música, além da voz de Pitty, conta com o som da guitarra na produção de Felipe Vassão, tem letra com o tom agressivo já tradicional de Emicida e trechos que parecem remeter à ascensão do próprio rapper no cenário nacional. “Eu ainda sou o Emicida da rinha, lotei casas do sul ao norte mas esvaziei a minha”, diz ele em determinado momento.

## Faixas
| N.º            | Título                                                        | Produtor(es)                       | Duração |  |
| 1.             | "Milionário de Sonho" (Part. Elisa Lucinda)                   | Felipe Vassão                      | 00:50   |  |
| 2.             | "Levanta e Anda" (Part. Rael da Rima)                         | K-Salaam, Beatnick & Felipe Vassão | 02:30   |  |
| 3.             | "Nóiz"                                                        | Felipe Vassão                      | 05:03   |  |
| 4.             | "Zoião"                                                       | Felipe Vassão & DJ Zala            | 03:52   |  |
| 5.             | "Crisântemo" (Part. Dona Jacira)                              | Felipe Vassão                      | 05:16   |  |
| 6.             | "Sol de Giz de Cera" (Part. Tulipa Ruiz e Estela Vergílio)    | Felipe Vassão                      | 02:18   |  |
| 7.             | "Hoje Cedo" (Part. Pitty)                                     | Felipe Vassão                      | 03:14   |  |
| 8.             | "Trepadeira" (Part. Wilson das Neves)                         | Felipe Vassão                      | 04:42   |  |
| 9.             | "Bang"                                                        | Felipe Vassão                      | 04:50   |  |
| 10.            | "Gueto" (Part. MC Guimê)                                      | Léo Justi                          | 03:04   |  |
| 11.            | "Hino Vira-Lata" (Part. Quinteto em Branco e Preto)           | Beatnick & K-Salaam                | 03:12   |  |
| 12.            | "Alma Gêmea" (Part. Rafa Kabelo)                              | Felipe Vassão                      | 04:00   |  |
| 13.            | "Samba do Fim do Mundo" (Part. Fabiana Cozza & Juçara Marçal) | Felipe Vassão                      | 03:39   |  |
| 14.            | "Ubuntu Fristaili"                                            | Felipe Vassão & Emicida            | 04:46   |  |
| Duração total: | Duração total:                                                | Duração total:                     | 51:00   |  |

## Créditos

#### Músicos
- Felipe Vassão - sintetizadores (2, 9, 13, 14), guitarra (2, 3, 4, 8), percussão (4, 6), teclado (4), baixo (4, 14), piano (5), viola (6, 13) e sanfona acordeão (13)
- Beatnick & K-Salaam - baixo (2, 11), teclado (2) e piano (11)

- Samuel Bueno - baixo (3, 8)
- Marcos Xuxa Levy - órgão e flauta (3) e piano rhodes (8)
- DJ Nyack - scratches (3, 8)
- Rafa Kabelo - cavaquinho (5, 8) e violão (6, 8)
- Luizinho 7 Cordas - violino (5)
- Maurício Fleury - órgão (6) e sintetizadores (13, 14)
- Marcelo Pereira - saxofone (8)
- Wilson das Neves - bateria (8)
- Fernando Bastos - flauta e saxofone (8)
- Carlos Café -  percussão (8, 9, 13, 14)
- Julio César - percussão (8, 9, 14)
- Edy do Trombone - trombone (8)
- Gustavo Souza - trompete (8)
- Yvison Bezerra - violão, tantã e tamborim (11)
- Maurílio de Oliveira - cavaquinho (11)
- Magnu Sousá - pandeiro (11)

#### Vozes Adicionais
- Felipe Vassão (4)
- Isis Vergílio (4, 14)
- Kuririn (4, 14)
- Adriana Drê (9)
- Dani Rodrigues (14)
- Fabiana Cozza (14)
- Juçara Marçal (14)
- MC Guimê (14)
- Rael (14)
- Rashid (14)
- Tulipa Ruiz (14)

#### Engenheiros
- Felipe Vassão - gravação (2, 4, 5, 6, 9, 12, 13, 14)
- Beatnick & K-Salaam - gravação (2)

- Gabriel Bueno - gravação (1, 3, 10, 11, 13)
- Luís Lopes - gravação (1, 3, 10, 11, 13)
- Filipe Tixaman - gravação (5)
- Maurício Cersósimo - gravação (5, 7, 14) e mixagem (todas as faixas)
- Bruno dos Reis - gravação (8, 9, 13)
- Tony Dawsey - masterização (todas as faixas)
- Raissa Fumagalli - assistente de produção
- Renata Almeida - assistente de produção

## Desempenho

### Singles
| 2013 | "Hoje Cedo" | 79 | 6 |
| 2013 | "Zoião"     | 76 | 5 |